# Allāt

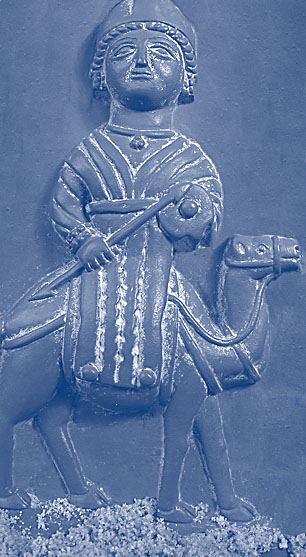
Gudinnan Allāt på kamel. Relief från staden Taif, Saudi Arabien, ca 100 f.Kr.

Allāt eller Al-Lāt (arabiska: اللات) var en förislamsk arabisk gudinna, och en av Mekkas tre huvudgudinnor. 
Allāt är omnämnd i Koranen (Sura 53:19), på ett sätt som indikerar att hon av preislamska araber sågs som en av Allahs döttrar tillsammans med Manāt och al-‘Uzzá.
Gudinnan förekommer i tidiga safaitiska inskriptioner (safaitiskt:han-'Ilāt "Gudinnan") och nabatéerna i Petra, och Hatrafolket dyrkade också henne. Hon kallas ofta "den stora gudinnan" i flerspråkiga grekiska inskriptioner.
Hon har genom Interpretatio graeca sin motsvarighet i de grekiska Athena och Tyche, och i den romerska Minerva. 
Enligt Julius Wellhausen trodde nabatéerna att al-Lāt var Hubals mor, och alltså också Manāts styvmor.